# Phytomyza chaerophylli
Phytomyza chaerophylli este o specie de muște din genul Phytomyza, familia Agromyzidae, descrisă de Johann Heinrich Kaltenbach în anul 1856.
Este endemică în Germania. Conform Catalogue of Life specia Phytomyza chaerophylli nu are subspecii cunoscute.